# Промовець від імені мертвих
«Промовець від імені мертвих» (англ. Speaker for the Dead) — науково-фантастичний роман Орсона Скотта Карда 1986 року. Продовження історії Ендрю («Ендера») Віггіна, яке відбувається через 3 тисячі років після подій книги «Гра Ендера», але через релятивізм самому Ендеру виповнилось тільки 35 років.
Дія книги в основному відбувається на планеті «Лузитанія», де людські колоністи виявили розумне життя «Пекенінос» (порт. Pequeninos). До цього часу єдиним розумним видом були жучари (англ. buggers), яких Ендер знищив у попередній частині. На планеті відбувається серія дивних убивств, у яких вважають винними пекініносів, і Ендер, якого покликала одна з мешканок колонії, вирішує розібратись у цій справі.
Роман виграв премію «Неб'юла» в 1986, а також премію «Г'юго» і премію «Локус» в 1987

## Сюжет
Майже повністю знищивши розумну расу жучар (зберігся тільки кокон Королеви), Ендрю Віггін пише книгу «Королева вулика» від імені матки жучар, яку підписує псевдонімом «Промовець від імені мертвих». У цей час людство починає колонізацію всесвіту, а Ендер разом із сестрою Валентиною шукають планету, придатну для відновлення раси жучар. Старший брат Ендера Пітер залишився на Землі, і через це значно постарів порівняно з Ендером. Пітер впізнає свого брата під псевдонімом і просить його написати книгу про власні дії та їх мотиви, і Ендер пише книгу «Гегемон». Разом із «Королевою вулика» ці дві книги стають майже священними для людської цивілізації, а самого автора «Промовця від імені мертвих» починають вважати кимось на зразок верховного судді для оцінки людського життя. Із часом Валентина вагітніє і єдиним його напарником Ендера в подорожах стає штучний інтелект Джейн, що розвинувся в мережі надсвітлових комунікацій — ансімблі.
Через три тисячі років після ксеноциду жучар, на планеті «Лузитанія» засновано людську колонію. На планеті вже існує розумне життя у вигляді лісових свиноподібних ссавців, яких жителі колонії (які здебільшого розмовляють португальською) називають «Пекенінос» (порт. Pequeninos — малі). Звісно, що наявність розумного життя зацікавила біологів, і оскільки минулого разу людство було змушене знищити розумну расу, до досліджень пекініносів ставляться з великою обережністю. Зокрема, контакти з пекініносами дозволено тільки вченим, а також встановлено заборону на передачу пекініносам людських технологій.
Окрім розумного виду, на планеті існує вірус, який назвали «десколада» (порт. Descolada — веселий), від нього загинули багато з перших колоністів, але ліки швидко знайшли. Батьки Новіни померли від десколади і її усиновив ксено-біолог Піпо, який жив з своїм сином Лібо. Піпо значно просунувся у вивченні пекеніносів, встановивши, що це матріархальне суспільство, в якому самці відділені від самиць, а також існує певний культ навколо дерев. Одного дня Піпо знаходить померлого самця пекеніноса, його органи вийняті з тіла, а в грудях посаджено саджанець дерева. У той ж час Новіна дізнається, що кожне живе створіння на Лузитанії переносить з собою вірус десколади. Почувши про це Піпо усвідомлює якусь істину, але до того як повідомити інших, він біжить до пекеніносів. Згодом його знаходять мертвим і його тіло оброблене подібно до померлого пекеніноса, тільки без саджанця всередині. Через цей інцидент контакти з пекеніносами обмежують ще більше, і колоністів ізолюють від них.
Новіна, яка таємно закохана в сина Піпо — Лібо, знаючи, що останній може піти шляхом батька до загибелі, вирішує більше ні з ким з колоністів не ділитися своїм відкриттям, шифрує свої файли й одружується на іншому колоністі. Проте вона надсилає повідомлення з описом подій «Промовцю від імені мертвих», із проханням про допомогу. Через релятивістські ефекти Ендер прибуває на Лузітанію через 22 роки після смерті Піпо, за цей час Новіна скасувала свій запит на допомогу. Однак Лібо і чоловік Новіни — Маркус — померли схожим чином, і Ендеру вирішують допомогти діти Новіни — Ела й Міро. Допомогу також запропонувала Оанда — дочка Лібо, яка таємно продовжувала вивчати пекеніносів, а також поділилася з ними деякими людськими технологіями. Ендер і Джейн дізнаються, що Маркус був безплідний, і всі діти Новіни насправді були від Лібо, в тому числі і Міро.
Оанда повідомляє Ендера, що один з пекеніносів названий «Людина» дуже зацікавлений в ньому, і Ендер підозрює, що це через кокон королеви жучар. На зустрічі з Людиною, пекеніноси просять Ендера допомогти їм у співіснуванні з людьми, а королева жучар переконує його в тому, що Лузитанія буде ідеальним місцем для відновлення її раси. У цей же час міжзоряний Конгрес дізнається, що Оанда і Міро порушили закон і надали пекеніносам технології, і наказує ліквідувати колонію. Ендер відкриває колоністам таємницю, яку дізнався Піпо — кожна істота на Лузитанії поєднана через вірус десколади з деякою іншою істотою, і смерть однієї зумовлює народження іншої. Пекеніноси мають три стадії життя: перша стадія — у вигляді нерозумної личинки, друга — у вигляді якраз пекеніносів і третя — у вигляді дерев, які виростають після смерті пекеніносів і мають їх свідомість. Перехід на третю стадію можуть здійснити тільки вибрані через ритуал. Вибрані для проведення ритуалу можуть або провести його і «вбити» пекеніноса, або обрати перехід на третю стадію для себе — тобто, самим померти. Піпо і Лібо не усвідомили цього, і коли їм надали честь провести ритуал, вони відмовились, вважаючи це вбивством. Пекеніноси в свою чергу подумали, що люди самі захотіли перейти на третю стадію — і вбили їх.
Оскільки Міро був закоханий в Оанду, а тепер вони виявились рідними, він у розпачі тікає до пекеніносів, забуваючи про огорожу навколо колонії, яку дистанційно включив Конгрес. Пробігаючи через неї він отримує нейрологічний шок і стає паралізованим, втрачаючи здатність говорити.
Колоністи вирішують допомогти пекеніносам, пояснити справу Конгресу і виключають огорожу. Ендер, Оанда і Ела ще раз вирушають до пекеніносів. Ендер від імені людства укладає з пекеніносами договір, під час якого проводить ритуал переходу в третю стадію над «Людиною». Утім Валентина повідомляє Ендера, що Конгрес вже надіслав флот для примусової евакуації колонії, хоча до його прибуття ще має минути близько сорока років. У свою чергу вона також прямує на Лузитанію. Ендер одружується на Новіні, і починає писати нову книгу від імені пекеніноса «Людини», а також висаджує кокон королеви жучар.

## Нагороди й визнання
Нагороди:
- 1986 — Премія «Неб'юла» за найкращий роман, переможець
- 1987 — Премія «Г'юго» за найкращий роман, переможець
- 1987 — Премія «Локус» за найкращий науково-фантастичний роман, переможець
- 1987 — Меморіальна премія імені Джона Кемпбелла, номінант
- 1988 — Космос 2000, переможець
- 1989 — Премія імені Курда Лассвіца, переможець

«Промовець від імені мертвих» став другим романом автора, який одночасно отримав премії «Г'юго» і «Неб'юла», після роману «Гра Ендера». Таким чином Орсон Скотт Кард, став першим, хто два роки поспіль отримав ці премії.
Роман було перекладено французькою, нідерландською, німецькою, італійською, іспанською, російською, португальською, польською та іншими мовами.